# Keplerstraße 111 (Mönchengladbach)

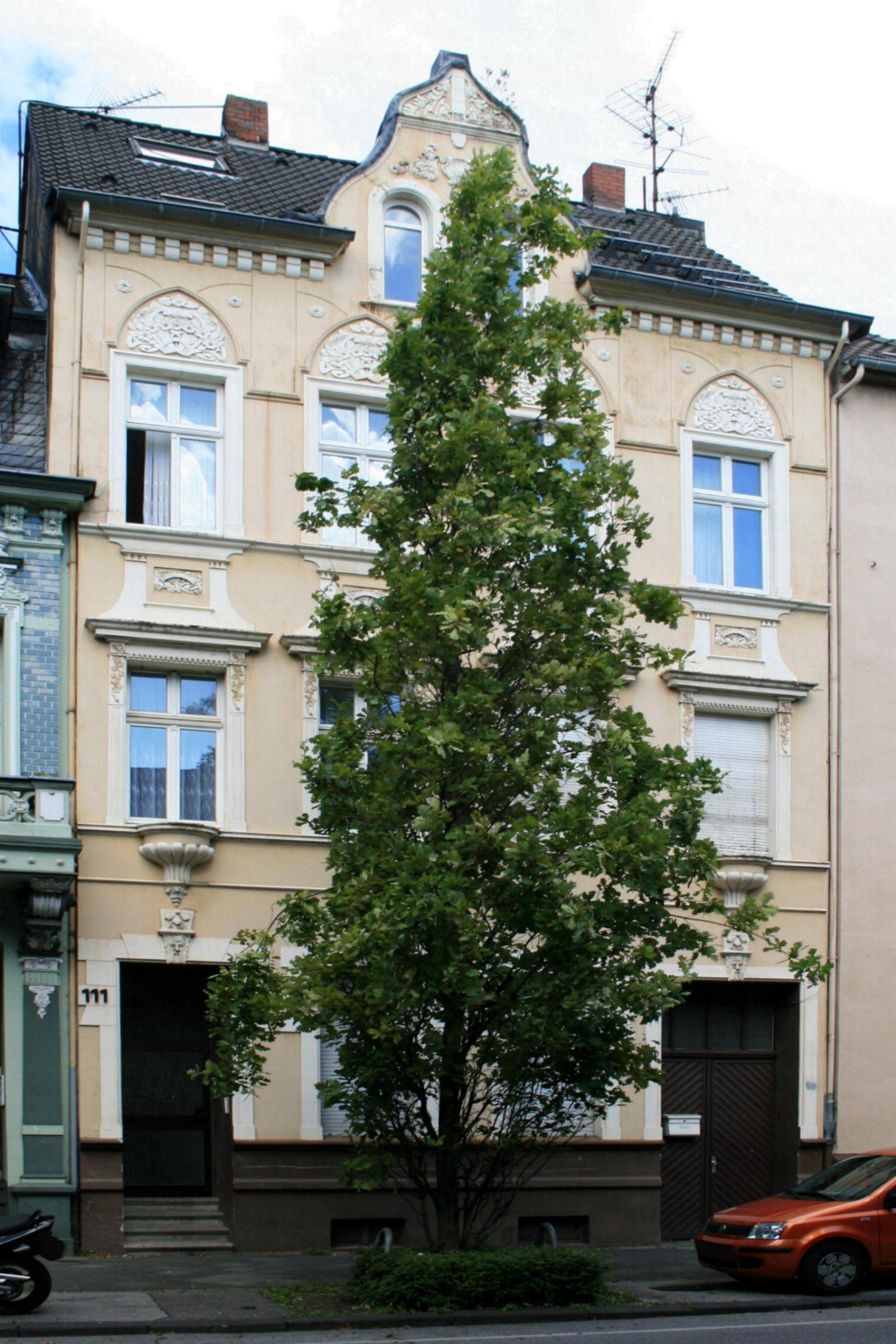
Wohnhaus (2010)

Das Wohnhaus Keplerstraße 111 steht im  Stadtteil Rheydt in Mönchengladbach (Nordrhein-Westfalen).
Das Gebäude wurde Anfang des 20. Jahrhunderts erbaut. Es wurde unter Nr. K 012  am 4. Dezember 1984 in die Denkmalliste der Stadt Mönchengladbach eingetragen.

## Architektur
Das dreigeschossige Wohnhaus mit Vierfensterteilung hat ein Satteldach, welches nicht ausgebaut ist. Baujahr Anfang des 20. Jahrhunderts. Die Fassadengliederung ist einfach, in den Formen des Jugendstils angelegt.